# Ronni Pedersen
Ronni Pedersen (ur. 6 października 1974 w Middelfart) – duński żużlowiec.

## Życiorys

### Kariera sportowa
Złoty medalista młodzieżowych indywidualnych mistrzostw Danii (1992). Wielokrotny finalista indywidualnych mistrzostw Danii. Dwukrotny finalista indywidualnych mistrzostw świata juniorów (Elgane 1994 – VI miejsce, Tampere 1995 – VIII miejsce). Finalista indywidualnych mistrzostw Europy (Rybnik 2002 – VII miejsce). Uczestnik cyklu Grand Prix IMŚ (2003 – XXIII miejsce). Dwukrotny medalista drużynowego Pucharu Świata: srebrny (Peterborough 2002) oraz brązowy (Vojens 2003).
W lidze polskiej startował w barwach klubów: Unia Leszno (1999), Kolejarz Rawicz (2001–2002) oraz GTŻ Grudziądz (2003). W lidze brytyjskiej reprezentował kluby z Peterborough (1993–1995, 1997, 1998), Coventry (1994), King’s Lynn (2001, 2002) i Arena Essex (2004).

### Życie prywatne
Brat Nickiego Pedersena i ojciec Bastiana Pedersena, również żużlowców.